# Servicio de Información e Investigación
El Servicio de Información e Investigación fue un servicio de inteligencia perteneciente al partido Falange Española Tradicionalista y de las JONS que operó durante la Guerra Civil Española y la Dictadura franquista.
Definido por el historiador Julio Rodríguez Puértolas como una «policía falangista», durante su existencia el Servicio de Información e Investigación de Falange llegó a actuar como una especie de fuerza parapolicial con la misión de vigilar a opositores y confeccionar informes personales. Durante el transcurso de la Segunda Guerra Mundial llegó a colaborar con los servicios secretos nazis en el espionaje de los diplomáticos aliados que estaban destinados en España.

## Historia
Antes del estallido de la guerra civil, Falange Española y de las JONS disponía de un pequeño servicio de información que redactaba informes personales sobre «enemigos» del partido. Tras el comienzo de la guerra, sus actividades y su campo de actuación aumentaron vertiginosamente. Sin embargo, tras el Decreto de Unificación y la creación de FET y de las JONS, a comienzos de mayo de 1937 el servicio de información de Falange quedó bajo control directo del Servicio de Información y Policía Militar.
Tras la contienda, este servicio continuó con sus actividades. Por ejemplo, en 1940, tenía desplegados por toda España a unos 3.804 falangistas y colaboradores, y en sus archivos disponía de 5.092.748 fichas y de 2.962.853 expedientes. Según sus propias memorias, solo en ese año el servicio de información habría confeccionado 803.480 informes, lo que da una idea de su volumen de trabajo. En muchas ocasiones su labor llegó a superponerse con la de los Cuerpos de seguridad del Estado. Dado que FET y de las JONS era el partido único, disponía de muchos militantes repartidos en todas las capas de la sociedad, lo que le permitía acceder a mucha información. El servicio de información de Falange disponía de delegaciones provinciales y también delegaciones en todos los municipios. Durante la Segunda Guerra Mundial los servicios secretos de Falange también se hicieron cargo del espionaje dirigido a los diplomáticos aliados en la España franquista, colaborando con los servicios secretos nazis.
Al frente del organismo estuvieron, entre otros, Santiago Tena Ferrer, José Finat y Escrivá de Romaní (1939-1941), José Aybar Pérez (1941-1942), David Jato Miranda (1942-1944), Luis González Vicén (1944-1948), Carlos Ruiz García (1948) o Gumersindo García Fernández (1948-1956). El mandato de José Finat —a la postre, director general de Seguridad— fue significativo, dado que constituyó el periodo de mayor cooperación del organismo con las fuerzas policiales.
Hasta 1945 se mantuvo muy activo, aunque posteriormente su actividad descendió. El Servicio de información de Falange también estaba encargado de investigar el pasado de los candidatos a las elecciones del Sindicato Vertical y de supervisar el proceso electoral mismo. Desapareció tras la muerte de Franco.